# Zouabi
 (juin 2011).
Si vous disposez d'ouvrages ou d'articles de référence ou si vous connaissez des sites web de qualité traitant du thème abordé ici, merci de compléter l'article en donnant les références utiles à sa vérifiabilité et en les liant à la section « Notes et références ».
Zouabi est une commune de la wilaya de Souk Ahras en Algérie.

## Géographie

### Situation
Le territoire de la commune de Zouabi se situe à l'ouest de la wilaya de Souk Ahras.
| Aïn Soltane                 | Aïn Soltane    | Sedrata |
| ? (Wilaya d'Oum El Bouaghi) | Zouabi         | Sedrata |
| Bir Bou Haouch              | Bir Bou Haouch | Sedrata |

### Localités de la commune
La commune de Zouabi est composée de vingt-et-une localités :
- Bardou
- Chaabet Lassel
- Damous Dedjel
- Deguen Souf
- Drahlia
- Fedj Debaïh
- Foum El Khanga
- Garssa
- Kef Achour
- Kef El Khera
- Khemadja
- Kouidiat Sahara
- Lahoula
- Mahjoura
- M'Rah El Haouche
- Melaha
- Ouled Mil
- Safsafa
- Tagouft
- Trad Safia El Beida
- Zouabi

## Histoire
Marquée par le grand Djebel Zouabi[Quoi ?] qui était le théâtre de plusieurs batailles et accrochages entre l'armée coloniale et le arch des Ouled Daoud.

## Économie
L’activité économique tourne au tour de l’agriculture pastorale, élevage du bétail et production céréalière[réf. nécessaire].